# Lopadorrhynchus errans
Lopadorrhynchus errans är en ringmaskart som först beskrevs av Chamberlin 1919.  Lopadorrhynchus errans ingår i släktet Lopadorrhynchus och familjen Lopadorrhynchidae. Inga underarter finns listade i Catalogue of Life.